# 淑女之家
《淑女之家》，韩雪工作室制作的一部近代都市题材电视剧，改编自鬼马星的同名小说，由导演林龙、林清振执导，讲述了20世纪三十年代上海滩豪门沈家的家族情感纷争，涉及惊悚悬疑、爱恨情仇、豪门恩怨等多种元素。2013年6月在苏州昆山时代御湖开机，同年9月2日杀青。这也是继2009年《娱乐没有圈》后，韩雪再次参与幕后制作并首次担任总制片人。2014年5月7日起在上海电视剧频道每晚19点三集连播，2015年2月27日浙江卫视中国蓝剧场及4月22日东南卫视上星播出。
本剧是中国大陆首部采用4K制式摄制的电视剧。

## 劇情
三十年代上海，出身贫寒的周瑾(韩雪 飾)意外发现自己离奇身世，自己父亲又早在数十年前因不明原因离世。不明真相的周瑾一心为父亲打抱不平，合谋与青梅竹马的好友苏志文(马天宇 飾)一起潜入当时在上海滩显赫一时的沈家，却意外发现在这个“淑女之家”光鲜亮丽的外表之下，实则危机重重。表里不一的大小姐方柔枝(王琳 飾)，装疯卖傻的二小姐方琪(徐百卉 飾)，以及背负着家族秘密远渡重洋的三小姐凌戈(毛晓彤 飾).....这一切，都指引着周瑾一步步揭开谜团，找出真相。随着迷雾渐开，她却发现，在所有不可告人的秘密背后，都隐藏着无数爱和挣扎。在爱恨纠葛中，周瑾渐渐认清自己的内心，选择了光明的方向，不仅暗自追查、找出真凶，她心中的坚冰也慢慢融化，最终选择与家人一起守护家园。

## 演员
(名單按官方片花排序)
| 演员     | 角色   | 简介                                                             |
| 韩雪     | 周瑾   | 写手 小雨 沈碧云与第一任丈夫方国华的第一个女儿 未婚私生女        |
| 王琳     | 方柔枝 | 沈碧云第一任丈夫方国华的女儿 沈家养女、大小姐 方琪同父异母的姐姐 |
| 刘恩佑   | 简东平 | 报社编辑，简其明兒子                                             |
| 叶童     | 沈碧云 | 方臣百货董事长，沈家女主人                                       |
| 陈翔     | 韩文亮 | 警探，简东平的好朋友                                             |
| 马天宇   | 苏志文 | 沈碧云新一任(第三任)丈夫 钢琴家 小雨的青梅竹馬                   |
| 毛晓彤   | 曾凌戈 | 沈家三小姐                                                       |
| 徐百卉   | 方琪   | 沈碧云第一任丈夫方国华的女儿，和方柔枝同父異母的妹妹 沈家二小姐  |
| 王诗槐   | 简其明 | 沈家律师，简东平的父亲                                           |
| 雷洋     | 曾雨杉 | 沈家四小姐                                                       |
| 刘衍辰   | 王启   | 曾雨杉男友                                                       |
| 文淇     | 方晓曦 | 方柔枝女儿                                                       |
| 孟秀     | 章媽   | 沈家管家                                                         |
| 黄毓嘉林 | 曾小琛 | 沈碧云儿子                                                       |
| 卢映     | 向兵   |                                                                  |
| 藏志中   | 方国华 | 沈碧云第一任丈夫                                                 |
| 金草     | 曾宏   | 沈碧云第二任丈夫                                                 |
| 王克华   | 虞子期 | 商会会长                                                         |

## 音乐
| 曲序 | 曲目                     |        | 作曲   | 演唱 |
| ---- | ------------------------ | ------ | ------ | ---- |
| 1.   | 洄游（片头曲）           | 商步芸 | 陈翔   | 陈翔 |
| 2.   | 还有好多话没说（片尾曲） | 韩雪   | 施佳阳 | 韩雪 |

## 相关
本剧主场景是坐落在淀山湖畔价值3.5亿元的长泰淀湖观园豪华别墅。
2013年8月北京举行的中国国际影视节目展上，被媒体评为下半年最受期待5部剧之一。
淑女之家在14年地方播出時, 原版集數為31集, 後在2015年上星時, 集數改為30集。

## 收視率
- 由csm数据参考而来，收视率包括全天收视指数和市场（收视）份额参数

| 平台     | 平均收视率 | 平均收视份额 |
| 浙江卫视 | 0.778      | 2.092        |

## 电视剧的变迁
| 中国大陆 浙江卫视 中国蓝剧场 每晚19：30-21：00两集连播 | 中国大陆 浙江卫视 中国蓝剧场 每晚19：30-21：00两集连播 | 中国大陆 浙江卫视 中国蓝剧场 每晚19：30-21：00两集连播 |
| ------------------------------------------------------ | ------------------------------------------------------ | ------------------------------------------------------ |
|                                                        | 淑女之家 （2015年2月27日－3月12日）                    |                                                        |
| 武媚娘传奇 （2015年1月14日－2月26日）                  | 如果爱可以重来 （2015年3月13日－3月27日）              |                                                        |